# Орчила (аэродром)

«Орчи́ла» или «Ла Орчи́ла» (исп. La Orchila) — военный аэродром в Венесуэле, на острове Орчила.
Аэродром является частью находящейся на острове военной базы и используется военно-воздушными силами Венесуэлы.
Президент Венесуэлы У.Чавес высказывался о возможности использования этого аэродрома в качестве базы для самолётов дальней бомбардировочной авиации ВВС России.